# 化脓灸
化脓灸，也称作为疤痕灸，属于中医针灸直接灸的一种。是以5mm左右的艾炷放置在体表某些穴位直接烧灼。一般每穴3～9壮，然后贴以膏药。
化脓灸是中国古代的一种疗法，是艾灸的一种，中医称可以提高机体的抵抗力。因为化脓灸初次使用会使患者皮肤有一定的损伤，表皮会出现疤痕，很多人不愿接受这种治疗。而且每个患者的治疗时间需要用20～30分钟的时间，而普通针灸只用几分钟就可以了，这些是导致“化脓灸”没有普及的原因。当然，造成这种现象也和很多患者不熟悉化脓灸的操作有关。